# Alma Larsen

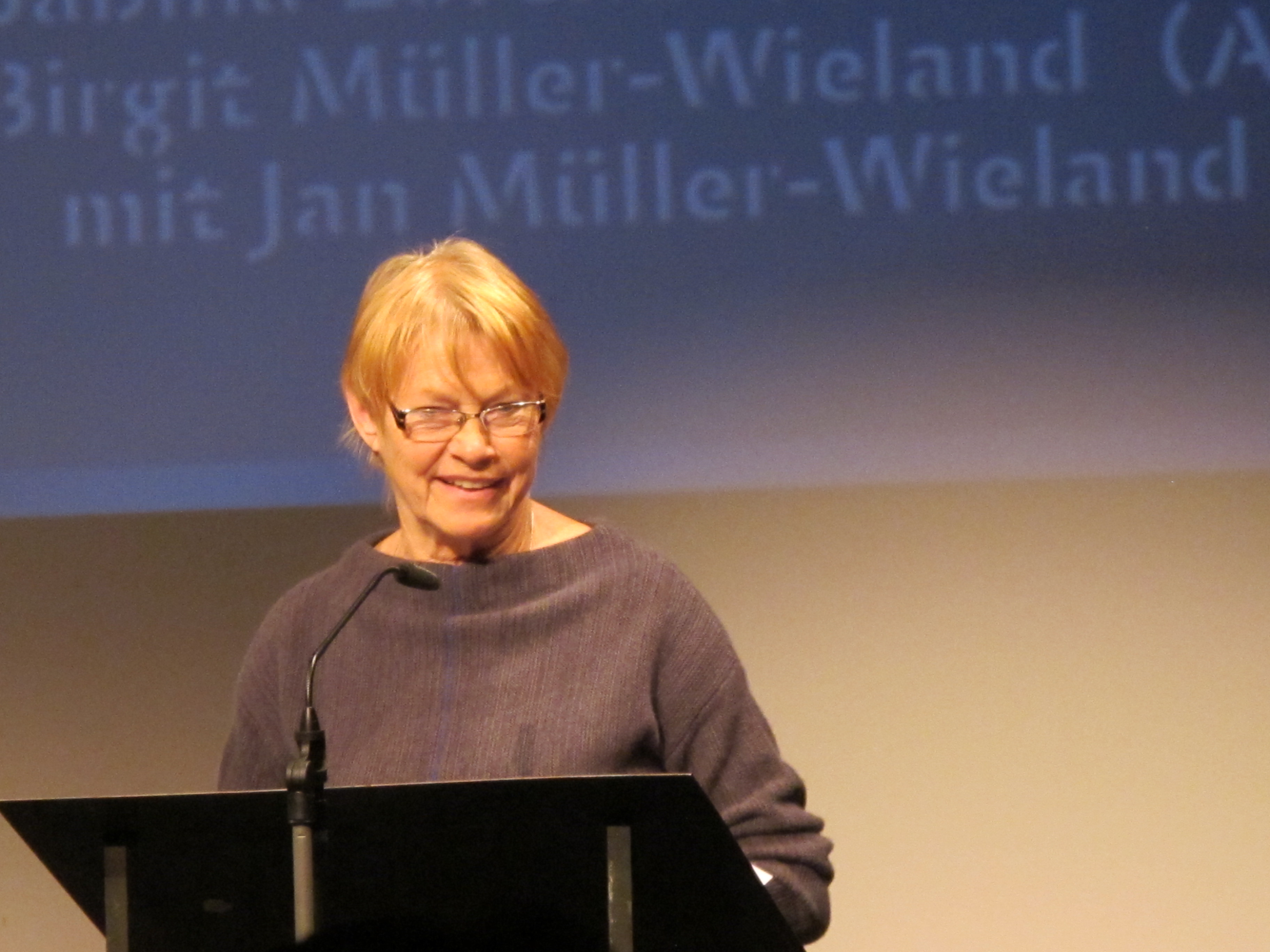
Alma Larsen auf dem Schamrock – Festival der Dichterinnen 2014

Alma Larsen (* 1945 in Kyritz) ist eine deutsche Autorin  und Künstlerin.

## Leben
Alma Larsen wuchs in Berlin auf. 1967 zog sie nach München um, wo sie Politikwissenschaften studierte. Bekannt wurde sie durch die Veröffentlichung von Lyrik, Essays, Kurzprosa, Fotografien sowie literarische Performances. Sie ist Mitbegründerin des Schamrock – Festival der Dichterinnen und veranstaltete die Lesereihe café-sätze in der Seidlvilla in München. 1996 erhielt sie ein Arbeitsstipendium des Kunstvereins Kühlungsborn. Von 1997 bis 2003 war sie Fachbeirätin der GEDOK München.

## Einzeltitel
- Nase Stimme Haut. Spielberg Verlag, Regensburg 2016.
- Im Nacken ein Luftzug. Spielberg Verlag, Regensburg 2012.
- Welle vorwärts. Edition malandrin, München 2006, ISBN 3-9808210-7-2.
- Fliegt auf rot. Edition malandrin, München 2003, ISBN 3-9808210-4-8.
- PUPILLEN R A N D GEDICHTE. Edition von der Rolle, München 1998.
- STEINE KLOPFEN. Edition von der Rolle, Kunstverein Lesehalle und Haus Rolle, Kühlungsborn 1996.
- ... notfalls morgen einen Kater. Verlag Annegret Meyer, München 1990, ISBN 3-927580-14-7.
- Verrichtungen. Privatdruck, München 1983.

## Gemeinschaftspublikationen
- Anthologie der GEDOK Muenchen mit 9 Autorinnen: GHOST Reiterinnen. GEDOK, München 2016, ISBN 978-3-945328-04-0.
- Augusta Laar, Katharina Ponnier, Alma Larsen, Barbara Yurtdas: als ich Fisch war, ja als ich Fisch war. Allitera Verlag München 2014, ISBN 978-3-86906-685-1.
- Marijanca Ambos (Hrsg.): „Zitiert“: Eine Ausstellung von Künstlerinnen der GEDOK München. GEDOK, München 2007, ISBN 978-3-9803581-3-2.
- Alma Larsen und Merve Lowien: Doppel Stier Gymnastik hach! : 2. poetische Diagonale. hadee Verlag München und Prag 2002, ISBN 3-9808210-2-1.
- Alma Larsen (Gedichte), Samuel Rachl (Zeichnungen), Kunst am Bein. Stora Verlag, München 2000, ISBN 3-929045-66-4.
- Andreas C. Theil (Hrsg.), Klangfarbe : Rita DeMuynck, Malerei nach zeitgenössischer Musik. Mit Gedichten von Alma Larsen. Galerie der Künstler, München 1998, ISBN 3-9806056-9-8.